# Avguštine
Avguštine so naselje v Občini Kostanjevica na Krki.